# Chartreuse d'Eymeux
Ne doit pas être confondu avec Chartreuse de Bonlieu ou Abbaye de Bonlieu.
Ne doit pas être confondu avec la Chartreuse de Buonluogo francisé en Bonlieu
La chartreuse d'Eymeux, appelée aussi Bonlieu,  était un ancien monastère de moniales appartenant à l'ordre des Chartreux à Eymeux sur la rive gauche de l'Isère, près de Romans, département de la Drôme.

## Histoire
Les moniales de la chartreuse de Parménie acquièrent en 1300, le prieuré bénédictin d’Eymeux, dépendant de celui de Saint-Robert-de-Cornillion, par échange de leur domaine des Plantées. Une communauté s’y installe sous la direction de Béatrice d'Ornacieux, à la tête de quelques religieuses. Elle se trouve en présence d'obstacles insurmontables : d'une part son monastère est trop exposé à l'invasion des personnes du dehors; d'autre part la pénurie est extrême et elle est forcée de s'occuper à subvenir aux nécessités temporelles les plus pressantes. Beatrice meurt en 1309 et la fondation est abandonnée. Les biens retournent aux bénédictins de Saint-Robert-de-Cornillon.
Une petite chapelle est construite à la fin du XIXe siècle à l'emplacement présumé du monastère, avec le concours de la population et du curé d'Eymeux, avec l'aide des chartreux. C'est un lieu de pèlerinage annuel le 1er dimanche de septembre.

## Personnalités
- Béatrix de Miribel d'Ornacieu, meurt en odeur de sainteté[3].